# Storiografia giapponese

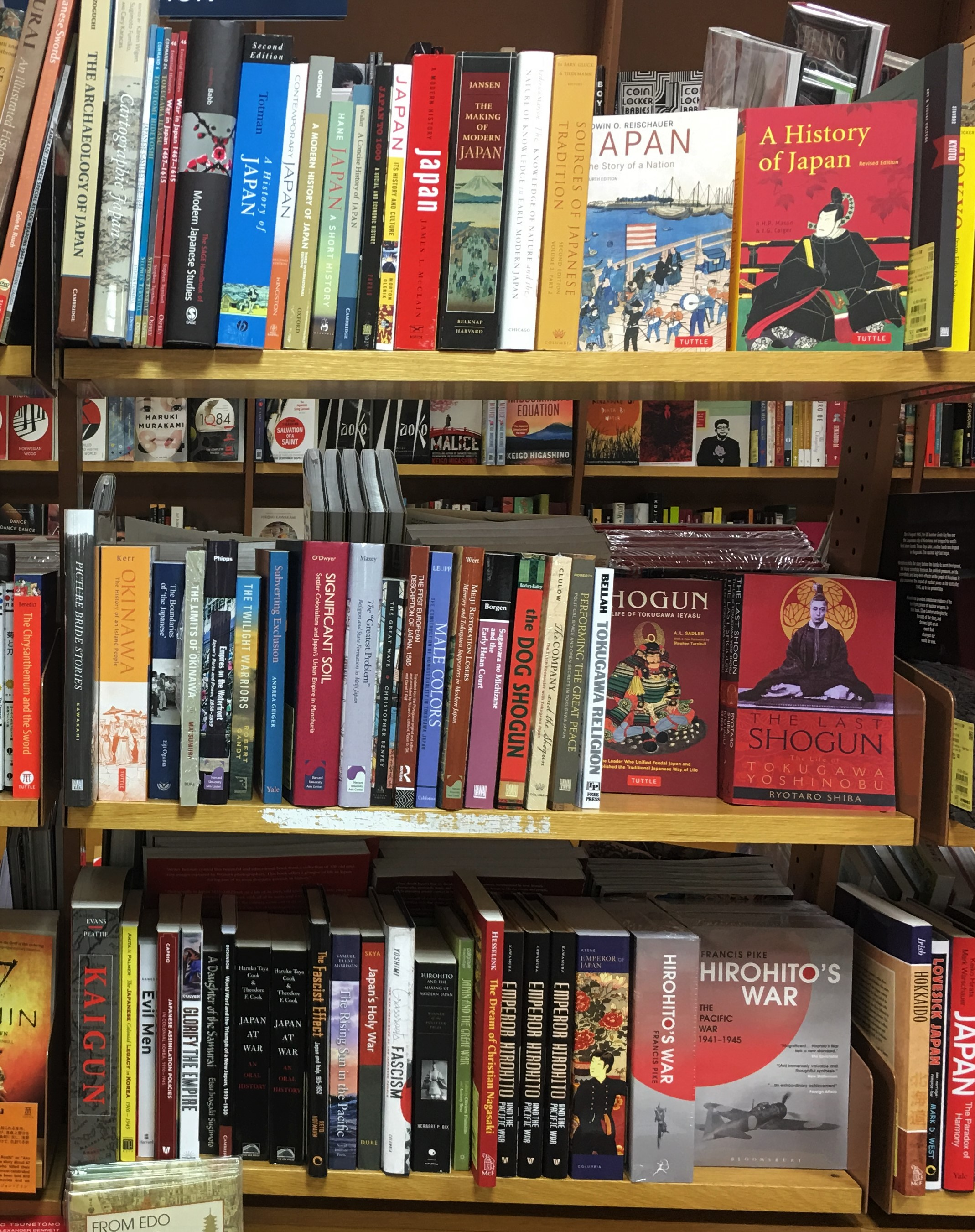
Scaffalatura di libri in inglese sulla storia del Giappone in una libreria di Tokyo.

La storiografia giapponese (日本史学史?, Nihon shigakushi) è lo studio dei metodi e delle ipotesi formulate nello studio e nella scrittura della storia del Giappone.
La prima produzione scritta è attribuita al principe Shōtoku, che avrebbe composto il Tennōki e il Kokki nel 620. Ciononostante, la prima opera la cui esistenza è accertata, il Kojiki, risale al 712. Fu seguito a partire dal 720 dal Nihon shoki. Queste due opere posero le basi di una storia, in gran parte mitica, del paese, che servì peraltro da base alla mitologia shintoista. Ispirate dalla storiografia cinese, furono redatte con il sostegno dello Stato giapponese. Il Nihon shoki fu completato da altre cinque opere pubblicate tra il 797 e il 901, conosciute collettivamente sotto il nome di Rikkokushi o Sei storie nazionali.
Il periodo che si estende dal IX al XVI secolo fu segnato da un abbandono degli scritti ispirati dalla storiografia cinese e sostenuti dallo Stato. I racconti storici o Rekishi e i racconti di guerra o Gunki monogatari conobbero una vivacità importante, e opere come I quattro specchi o Shikyō (redatti dal XII al XIV secolo) o l'Heike monogatari (1371) godettero di una grande popolarità. Questi resoconti storici furono completati da altre forme artistiche come il teatro Nō o gli emakimono.
All'inizio del periodo Edo si affermò la preminenza delle scuole neoconfuciane. Queste apportarono una metodologia senza equivalente all'epoca, molto critica di fronte ad opere come il Kojiki ma che non usciva dal quadro della teoria del mandato del Cielo. Gli Hayashi come pure la giovane scuola di Mito ne erano allora le principali rappresentanti. La metà del XVIII secolo vide il ritorno della scuola nativista o Kokugaku, d'ispirazione shintoista. Portata dai lavori di Motoori Norinaga, esse si opponeva ai neiconfuciani cercando di dimostrare la veridicità dei grandi tratti della mitologia shintoista, in particolare l'età degli dèi e i primi imperatori.
La storiografia giapponese si aprì alle influenze occidentali fin dalla fine del XVIII secolo. I Rangaku, poi le traduzioni di opere europee a partire dalla metà del XIX secolo e l'introduzione della storiografia tedesca da parte di Ludwig Riess nel 1887 apportaromo nuovi strumenti di analisi alle diverse scuole giapponesi dell'epoca. Allorquando fu insediato l'Impero del Giappone, degli storici rimisero in discussione, a rischio delle loro libertà accademiche, uno dei fondamenti ideologoci del nuovo regime: il posto dei miti nazionali nella storia del paese.
Le idee marxiste, già introdotte negli anni 1920 e rinnovate dalle opere di Hisao Ōtsuka fecero il loro ritorno durante gli anni del dopoguerra. A partire dagli anni 1970, si poté notare una diversificazione dei temi di ricerca, presto accompagnata da una ripresa di approcci conservatori, se non addirittura nazionalisti.

## Inizi della storiografia giapponese nel Medioevo

### Prime cronache nelNihon Shoki

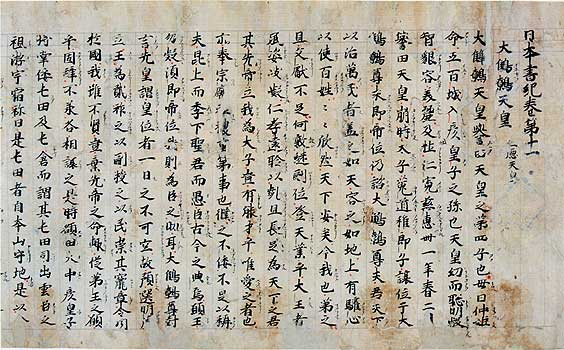
Il Nihon shoki del 720: uno dei primi testi che ripercorrono la storia del Giappone.

Nell'VIII secolo apparvero le prime cronache che miravano a dare conto dei fatti della storia del Giappone la cui esistenza fosse accertata. Il Kojiki e il Nihon shoki, pubblicati nel 712 e nel 720, prendevano come modelli testi cinesi simili, in un'epoca durante la quale il mondo cinese influenza grandemente il paese. Il lavoro di redazione di queste opere seguiva un decreto del 681 dell'imperatore Tenmu, che cercava di fissare una versione stabile di ciò che figurava nel Teiki e nell'Honji, opere (la cui esistenza è oggi considerata come ipotetica) di cui sembravano essere in circolazione all'epoca varie versioni contraddittorie. Compilati da alti funzionari dell'amministrazione imperiale, il Kojiki et le Nihon shoki si concentravano sui regni di diversi imperatori, e cercavano di legittimare le loro azioni. Erano prima di tutto resoconti di fatti. L'emergere di questo tipo di pubblicazioni fu reso possibile dal rafforzamento di un'amministrazione centralizzata in seno a uno Stato forte.
Gli autori del Kojiki, pubblicato nel 712, facevano risalire il primo lavoro di questo tipo al 620, data nella quale il principe Shōtoku avrebbe redatto le prime opere storiche: il Tennōki e il Kokki. L'esistenza di queste opere resta anch'essa ipotetica, anche se gli storici attuali fanno risalire la redazione dei primi scritti storici alla metà del VII secolo. Se la forma di questi scritti è sconosciuta, è probabile che si trattasse di copie delle cronache cinesi dell'epoca con parte di influenze coreane causa del loro transito per il regno di Baekje.
Essenzialmente destinato all'uso interno della corte, il Kojiki fu redatto in un miscuglio di cinese classico e di lettura fonetica dei sinogrammi. Prendendo a modello l'Impero cinese, esso dipingeva il territorio del Giappone come storicamente esteso, le rivendicazioni territoriali andando fino al regno coreano di Baekje. Il Giappone vi era presentato come un paese sovrano, e la Cina non vi era menzionata una sola volta. Gli scritti si concentravano sulla storia della stirpe imperiale e sulla genealogia delle grandi famiglie della corte.
Le Nihon shoki si discostava dalla forma classica inaugurata dal Kojiki. Redatto integralmente in un cinese classico, era concepito per essere presentato a emissari stranieri. Contrariamente al suo predecessore, non accordava che un piccolo posto alla mitologia della creazione del paese, e scritti cinesi (come il Libro degli Wei e il Libro dei Jin) e soprattutto coreani vi erano largamente citati. La cronologia introdotta dalle cronache del regno di Baekje serviva da referenziale intorno al quale si tesseva la storia giapponese, e collegamenti erano fatti anche con la cronologia cinese. Era riutilizzata anche la nozione cinese di mandato celeste, ma discostandosene per legittimare l'integralità della stirpe imperiale giapponese. Il Nihon shoki si discostava anche dal modello cinese includendo, come il Kojiki, un gran numero di poesie.

### LeSei storie nazionali
Il Nihon shoki servì da base ad altre opere dello stesso tipo. Fin dal 718 il codice Yōrō impose al Ministero del centro la redazione di una storia nazionale nationale. Altre cronache storiche furono pubblicate nel corso del secolo seguente: lo Shoku Nihongi nel 797, il Nihon Kōki nell'840, lo Shoku Nihon Kōki nell'869, il Nihon Montoku Tennō Jitsuroku nell'871, poi il Nihon Sandai Jitsuroku nel 901. Con il Nihon shoki del 720, essi formano le Sei storie nazionali o Rikkokushi. Ciononostante, a partire dell'XI secolo, l'ambiente del periodo Heian fu segnato da un indebolimento dello Stato e questo tipo di grandi cronache fu abbandonato. La loro forma servì ulteriormente da ispirazione durante il periodo Edo, quando gli Shōgun cercarono di legittimare i loro poteri facendo scrivere opere storiche dello stesso tipo..
La scrittura del primo successore del Nihon shoki fu lanciata verso il 760 da Fujiwara no Nakamaro, ma il lavoro fu più volte interrotto prima della sua pubblicazione nel 797. La morte del suo iniziatore durante la ribellione di Fujiwara no Nakamaro nel 764 sospese il progetto. I trenta volumi già abbozzati furono nondimeno criticati all'epoca, perché si concentravano troppo su fatti aneddotici e ignoravano certi eventi principali. Il progetto fu rilanciato dall'imperatore Kōnin, ma il lavoro restò allo stato di bozza. Due editti del 794 e del 797 permisero di riprendere, poi di finalizzare il progetto. I quaranta dello Shoku Nihongi coprono il periodo che va dal 697 al 791. Il lavoro finale si distingue per l'utilizzazione di nuove fonti, come i registri dei templi buddhisti o i rendiconti degli introiti fiscali. Come il Kojiki, è redatto in una lingua che poggia sul cinese classico e su un'utilizzazione fonetica dei caratteri cinesi. Lo Shoku Nihongi descrive anche certi aspetti della società dell'epoca. In accordo con il modello delle cronache cinesi, il posto della poesia è grandemente ridotto.
La redazione del Nihon Kōki fu lanciata dall'imperatore Saga nell'819, ma il progetto fu rapidamente fermato dalla morte di vari dei suoi coordinatori. Fu finalmente nell'840 che il progetto fu completato, i suoi quaranta volumi estendendosi dal 792 all'833. Biografie delle principali figure della corte furono incluse per la prima volta nel momento della loro morte. I tre libri seguenti, lo Shoku Nihon Kōki, il Nihon Montoku Tennō Jitsuroku e lo Nihon Sandai Jitsuroku furono redatti seguendo i codici instaurati dalle opere precedenti, ma concentrandosi su durate più corte: lo Shoku Nihon Kōki e lo Nihon Montoku Tennō Jitsuroku coprono così soltanto un solo regno. Cercando sempre di avvicinarsi ai loro modelli cinesi, essi integrano riferimenti a castrofi naturali. Tuttavia, diminuisce il loro interesse per la corte. Il clan Fujiwara, che dominava la corte, faceva sfoggio della sua potenza in altri tipi di scritti, i Rekishi monogatari. La stirpe imperiale era, essa, sufficientemente legittimata da diversi scritti storici e non aveva più bisogno di commissionare questo tipo di opera per consolidare la sua autorità. La chiusura nel 969 dell'ufficio incaricato di scrivere il seguito di queste opere, lo Shin Kokushi, segnò la fine di questo stile.

### Il tempo dei resoconti storici a partire dal IX secolo
Una nuova forma di documenti che pretendeva di dare conto dei fatti storici fece la sua apparizione nell'XI secolo e perdurò fino al XVI secolo. Essa si ispirava alla letteratura di corte come il Genji monogatari allora di moda tra la nobiltà giapponese. In rottura con le cronache dell'epoca precedente, questi optavano per un approccio più soggettivo, concentrandosi sulla narrazione per interessare il lettore, e non erano più redatti in cinese classico, ma in giapponese. Essi si interessavano di più ai personaggi storici, segnatamente nello stile dei Gunki monogatari, o racconti guerrieri.
Il primo di questi resoconti, l'Eiga monogatari, si iscrive nella stirpe dei Rikkokushi, poiché comincia nell'887, là dove termina il Nihon Sandai Jitsuroku. Esso contiene ciononostante numerosi errori di date (circa il 20% di quelle indicate sono sbagliate), e numerosi abbellimenti o invenzioni. Quattro opere conosciute sotto il nome collettivo di Quattro specchi furono scritte in seguito a questo primo Monogatari. Riprendendo l'immagine dello specchio storico utilizzata dallo storico cinese Sima Qian nel II secolo, essi intendono raccontare una storia attraverso la vita di personaggi importanti, e fanno ricorso a un narratore. Di nuovo, l'accento è posto sulla vita della corte a Kyoto. I primi tre furono redatti tra il 1119 e il 1195. Il quarto fu più tardivo (1368 o 1376) e copre la vita della corte di Kyoto durante il periodo Kamakura.
Per il loro stile, i Gunki monogatari o racconti guerrieri erano destinati a esser recitati da monaci erranti. Il primo tra di essi è l'Hōgen monogatari, che tratta della ribellione di Hōgen del 1156. Quest'opera fu seguita dall'Heiji monogatari che descrive la ribellione di Heiji del 1159-1160. Là dove il primo resta nella descrizione degli eventi, il secondo distilla principi di buon governo ispirandosi a teorie confucianisti per tentare di spiegare gli eventi, La più importante opera di questo genere, l'Heike monogatari, copre la centina d'anni che videro opporsi i Minamoto ai Taira. Largamente influenzato da temi buddhisti, esso resta ciononostante limitato nella sua analisi politica.
Tra queste pubblicazioni, due tra di esse mirano a dare conto della storia del Giappone nella sua globalità e a proporne un'interpretazione. Il Gukanshō e il Jinnō Shōtōki, pubblicati nel 1220 e nel 1339, propongono il primo una lettura buddhista della storia nazionale, e il secondo una lettura shintoista. Quest'ultimo postula peraltro che il Giappone è un paese superiore agli altri, perché eletto dagli dèi, il che influenza durevolmente la storiografia, la politica e il nazionalismo giapponese.

### Diversificazione delle forme alla fine del Medioevo
Durante gli ultimi secoli del Medioevo giapponese, il periodo Muromachi, la forma del Gunki monogatari costituì sempre una parte importante dei resoconti storici prodotti. Il paese era allora colpito da numerosi conflitti interni (periodi Nanboku-chō, Sengoku, poi Azuchi-Momoyama) il che spiega la popolarità di questo tipo di produzioni. L'Ōninki, che copre la guerra Ōnin, è uno dei maggiori rappresentanti di questo stile all'epoca. Altri due esempi notevoli del genere apparvero all'inizio del XVII secolo, lo Shinchō kōki e il Taikōki, che si concentrano sulle biografie di due delle maggiori figure del periodo Azuchi-Momoyama alla fine del XVI secolo, Oda Nobunaga per il primo e Toyotomi Hideyoshi per il secondo.
La storia diplomatica fece i suoi esordi in Giappone nel 1470 con la pubblicazione da parte di Zuikei Shūhō di un Zenrin Kokuhōki in tre volumi che ripercorre la natura degli scambi internazionali tra il Giappone, la Cina e la Corea, mentre riproduce vari documenti diplomatici.
La corte imperiale è anche all'origine della produzione di alcuni lavori storici. Ichijō Kanera pubblicò, ad esempio, il Kuji Kongen che ripercorre i principali eventi che colpiscono questa parte della società. Prendendo come riferimento i cicli lunari, fornisce dettagli concernenti l'origine e lo sviluppo di questi fatti. Pubblicò anche il Nihon Shoki Sanso che è un commento del Nihongi, segno che quest'ultima opera faceva parte delle letture dei nobili della corte dell'epoca. Anche il lavoro di un prete shintoista, Yoshida Kanetomo, è notevole. Fece corrispondere tre calendari stranieri con il calendario giapponese.
La creazione del teatro Nō per mezzo della pubblicazione di Fūshi kaden da parte di Zeami nel 1406 rinnovò la forma delle produzioni storiche dell'epoca. La struttura narrativa fa intervenire i morti, che raccontano ai viventi i fatti passati.  Il mondo degli spiriti è allora descritto attraverso spiegazioni storiche, facendo così il legame tra i due mondi. Questa forma resta popolare fino al XVII secolo e all'emergere del Kabuki.

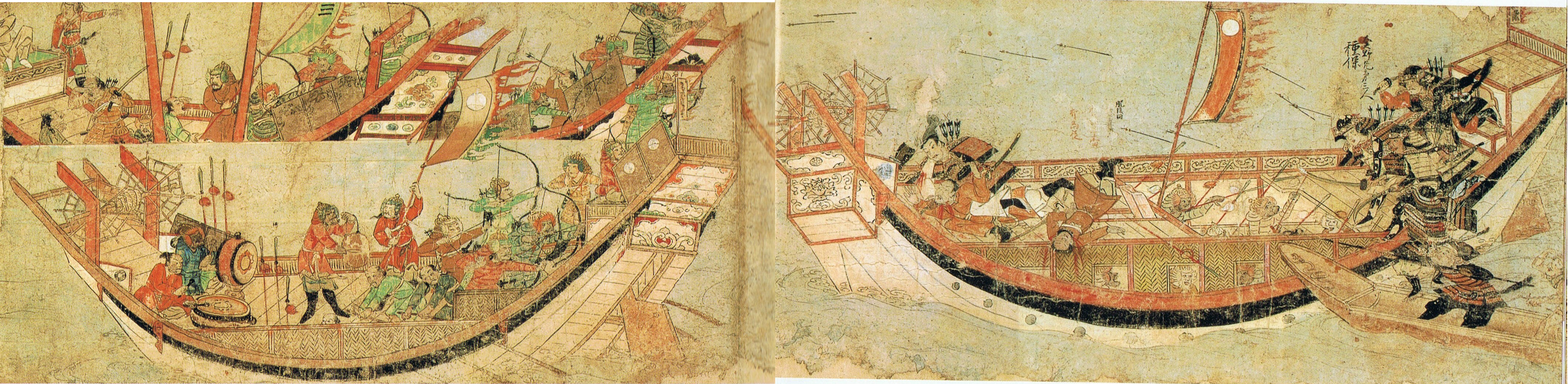
I rotoli illustrati delle invasioni mongole: un emaki del XIII secolo che ripercorre i due tentativi di invasione del paese da parte dei Mongoli nella stessa epoca.

I rotoli illustrati, o emaki, costituiscono anche una delle maggiori forme di narrazione storica che si dispiegava all'epoca. Se i primi esempi di questa forma precedettero di parecchi secoli quest'epoca, la fine del XIV secolo vide un balzo nella loro produzione. Sono ad esempio utilizzati per descrivere le origini della fondazione di un tempio, o per raccontare eventi più importanti come guerre.

## Professionalizzazione durante l'epoca moderna
Durante il periodo Edo vari progressi permisero un rinnovamento degli studi storici. Un periodo di pace di vari secoli permise una stabilità politica, e dunque condizioni di lavoro più propizie ai lavori degli storici. Lo shogunato Tokugawa, come i regimi precedenti, incoraggiò lo sviluppo delle pubblicazioni in maniera da consolidare la sua legittimità. Peraltro, l'introduzione attraverso la Corea nel XVI secolo della stampa a rilievo permise di pubblicare antichi documenti in numerosi esemplari.

### Dominio dei pensatori neoconfuciani a partire dal XVII secolo

#### Gli Hayashi e la scrittura dell'Honchō Tsugan
Il periodo Edo cominciò con due sistemi di pensiero tradizionali in parte squalificati. Lo shintoismo che era servito per secoli a legittimare il potere imperiale appariva come superato per fare alla nuova società dominata dalla figura dello Shōgun. Gli eserciti dei monaci soldati buddhisti erano stati vinti dalle truppe di Tokugawa Ieyasu nel corso dell'unificazione del paese alla fine del XV secolo e la loro sconfitta appariva anche morale. Fu nello stesso momento che il neoconfucianesimo fu introdotto nel paese dalla Cina, e questo offrì ai pensatori dell'epoca nuovi strumenti intellettuali.

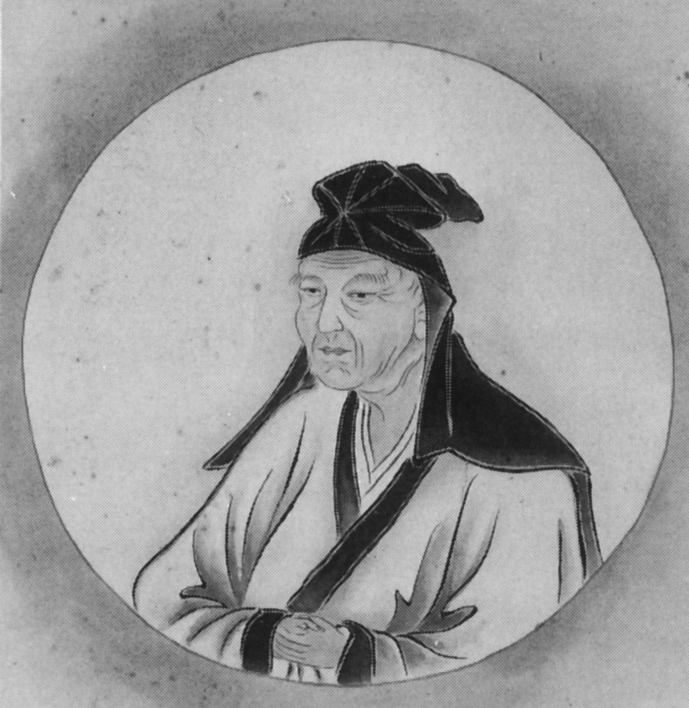
Hayashi Razan, uno dei primi rappresentanti della scuola neoconfuciana.

I lavori di Hayashi Razan si ispirarono a questo nuovo sistema di pensiero. Formato alla scuola del buddhismo, criticò molto presto quest'ultimo, e divenne allievo di Fujiwara Seika, figura del neoconfucianesimo dell'epoca. Cominciò a lavorare sull'Honchō Tsugan nel 1644 su richiesta dello shōgun Tokugawa Iemitsu. Il suo lavoro arrivò fino al regno dell'imperatore Uda nell'897 quando scomparve nel 1657. Lo stesso anno, il suo manoscritto fu distrutto nel corso del grande incendio di Meireki. Suo figlio Hayashi Gahō proseguì la sua opera su richiesta dello shōgun Tokugawa Ietsuna e la completò nel 1670. Prendendo a prestito la forma dello Specchio generale per aiutare il governo dello storico cinese dell'XI secolo Sima Guang, riprende le immagini del sovrano buono e di quello cattivo ricompensati o puniti dai cieli. Il libro peraltro è un resoconto imparziale del periodo Nanboku-chō, che dà a ciascuna stirpe dei pretendenti al trono imperiale una copertura equilibrata. Ciononostante il libro non evita qualche scoglio. Incrociando le informazioni contenute nei Rikkokushi con quelle presentate nel Libro degli Han posteriori, Hayashi Razan identifica parecchi errori cronologici che imputa al libro cinese, e propone delle correzioni. Passa sotto silenzio il ruolo del principe Shōtoku nell'assassinio dell'imperatore Sushun nel 592, un errore che gli fu fortemente rimproverato dal suo contemporaneo Kumazawa Banzan. Infine, la sua presentazione della rivolta di Jōkyū del 1221 dipende da una lettura classica, e il lavoro di ricerca e di critica delle fonti non sembra essere stato fatto da suo figlio.

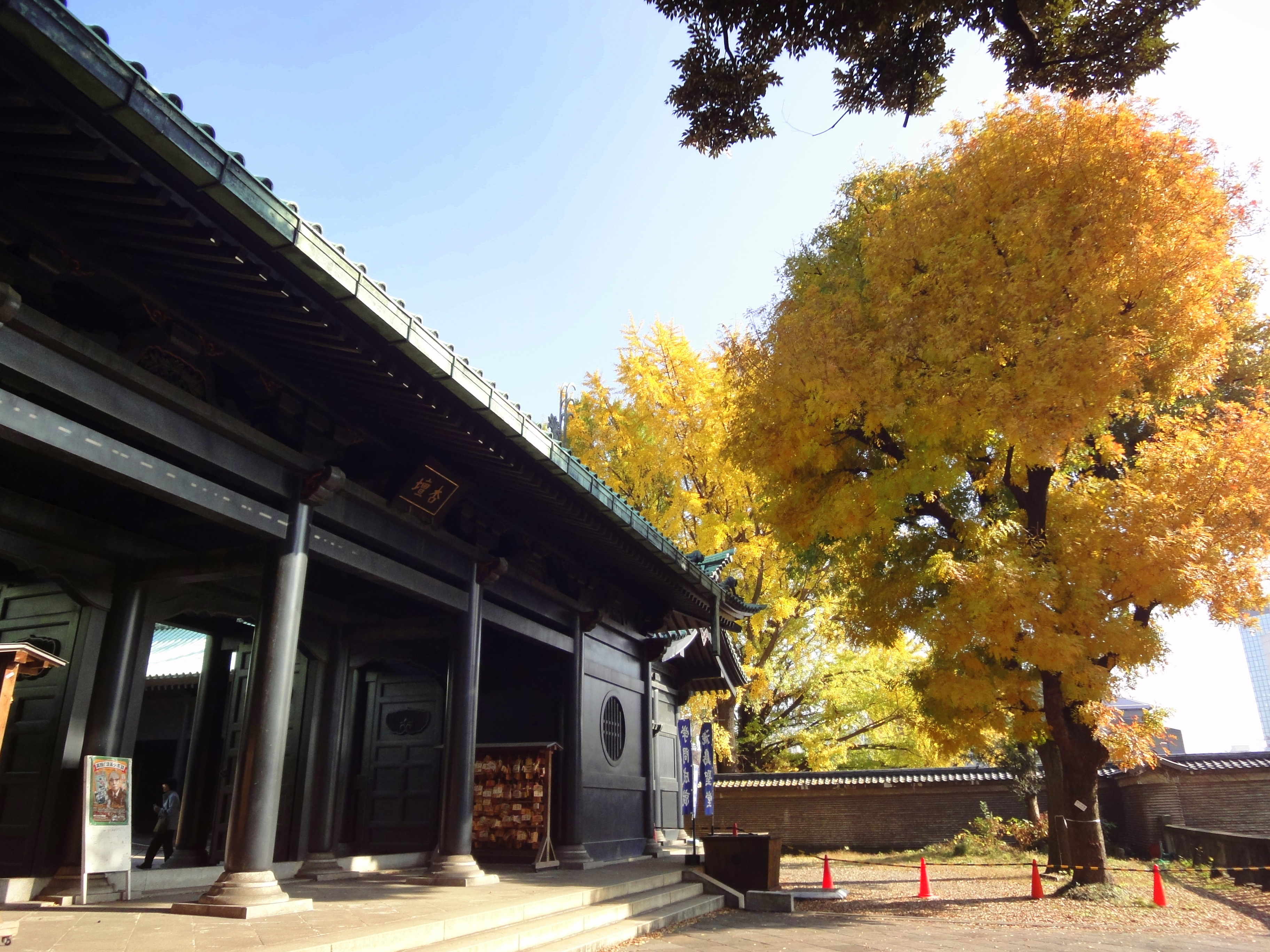
Lo Shōheizaka gakumonjo: luogo di scrittura ufficiale della Storia nel periodo Edo.

Hayashi Razan si mostrò molto critico anche nei confronti dei resoconti che vertevano sull'Età degli dei. In un saggio indipendente dell'Honchō Tsugan, rimise in discussione l'origine divina dell'imperatore Jinmu e riprese per suo conto una teoria già formulata all'epoca, facendo di Taibo il vero Jinmu. Egli negava così il carattere divino del lignaggio imperiale attribuendogli un'origine umana.
La pubblicazione dell'Honchō Tsugan da parte di Hayashi Gahō a partire da lavori iniziati da suo padre Hayashi Razan fornì al nuovo regime la prima opera che permetteva di legittimare il suo potere. L'istituzione privata neoconfuciana di Hayashi Razan che era all'origine di questo lavoro, lo Shōheizaka gakumonjo, divenne una scuola ufficiale dello shogunato e la sua organizzazione fu rivista. Lo Shōheizaka gakumonjo pubblicò le compilazioni storiche ufficiali del regime fino alla caduta di questo nel 1868, e fu mantenuta una relativa indipendenza di fronte al potere politico, la politica non potendo intervenire nel suo lavoro. Potevano essere condotti progetti a lungo termine, ma nei fatti, le sue pubblicazioni continuarono a legittimare il potere shogunale.

#### La scuola di Mito e ilDai Nihonshi
Il Dai Nihonshi di Tokugawa Mitsukuni è la prima storia del Giappone a copiare fedelmente i modelli cinesi del genere. Esso opta per un approccio tematico, o kidentai, smarcandosi dallo stile degli annali. Esso supera i suoi modelli su certi punti, in particolare per il trattamento delle fonti. Non solamente queste sono citate sistematicamente, ma è effettuata anche una critica delle stesse per stimarne l'affidabilità. La prima parte fu pubblicata nel 1720, e le pubblicazioni si scaglionarono fino al 1906. Redatto in kanbun, si distingue per il suo lealismo molto marcato verso la famiglia imperiale, mentre il suo direttore era proveniente dalla famiglia shogunale.

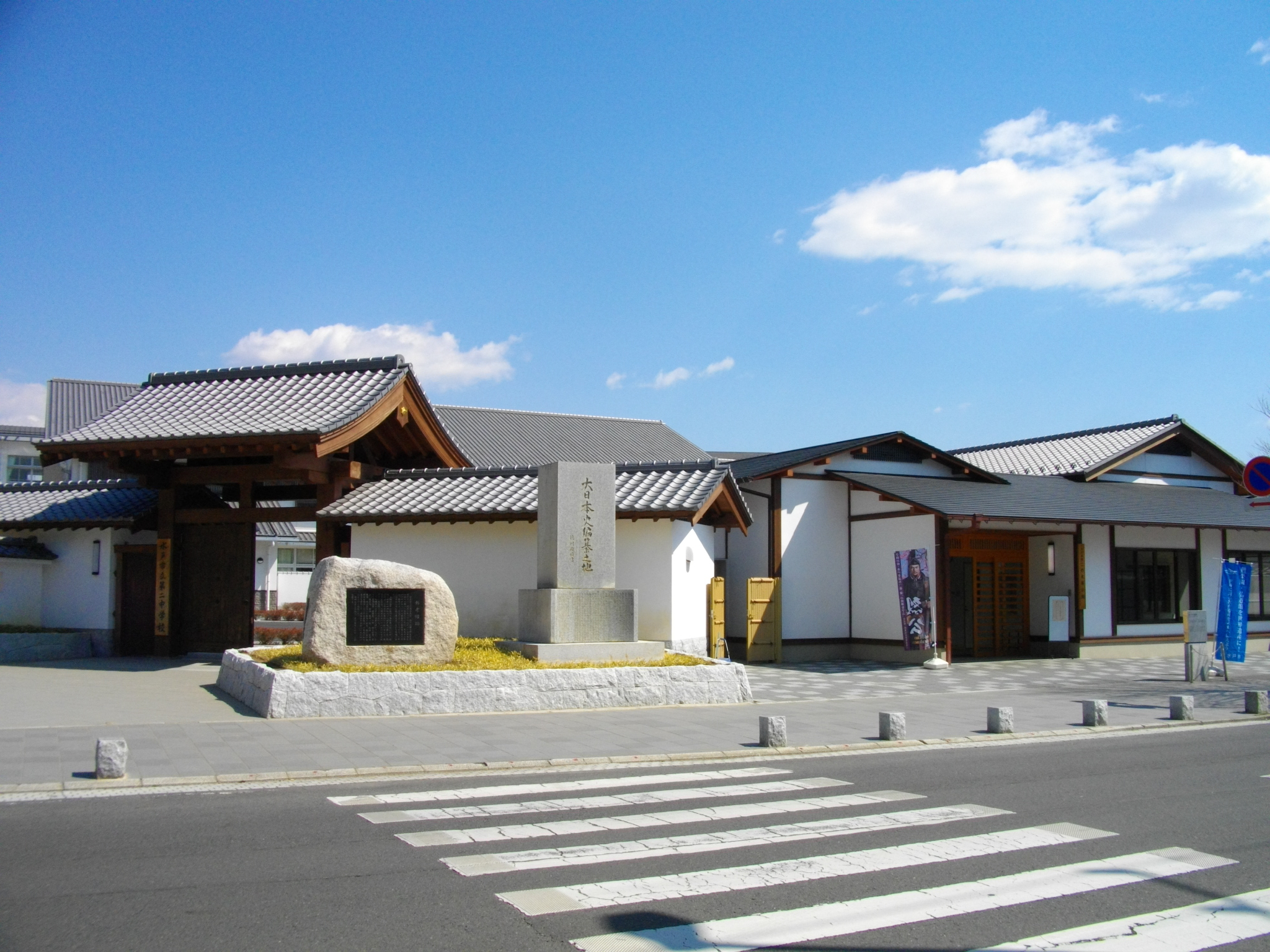
Sito del Shōkōkan dove cominciarono i lavori sul Dai Nihonshi nel 1657.

Questo lavoro fu permesso dalla sistemazione dello Shōkōkan nel 1657, vero ufficio di coordinamento del lavoro di ricerca per l'elaborazione del Dai Nihonshi, nel quale furono mobilitate da venti a trenta persone. Il lavoro effettuato da queste persone in seno alla «scuola di Mito» va dalla raccolta e dalla copia di documenti sul campo (particolarmente tra il 1676 e il 1693) all'autenticazione dei testi. L'importanza e la qualità di questi lavori è senza equivalente nel paese fino all'instaurazione dell'Istituto storiografico dell'Università di Tokyo nel 1869. Il bilancio di funzionamento consumò fino a un terzo del bilancio del dominio di Mito, e il lavoro attirò letterati da tutto il paese.
La redazione metodica dell'opera fu iniziata a partire dal 1657 da Tokugawa Mitsukuni; egli mirava in un primo tempo a produrre in merito alla storia del Giappone un lavoro comparabile a quello compiuto dallo storico cinese Sima Qian nel suo Shiji. Il lealismo verso la casa imperiale apparve solo più tardi nelle sue preoccupazioni. Se il neoconfucianesimo guidava i lavori iniziali, le influenze di Ogyū Sorai e poi del Kokugaku allontanarono progressivamente il Dai Nihonshi dai suoi modelli cinesi. Furono così redatte in un primo tempo valutazioni e critiche del regno degli imperatori, poi ritirate dal lavoro finale.
Tre punti di interpretazione storica sono trattati in particolare dagli storici di questa scuola. Jingū, il cui statuto non era chiaro nel Nihongi, è ritirata dalla lista degli imperatori e retrocessa al rango di reggente. Kōbun, sconfitto dall'imperatore Tenmu durante la Guerra Jinshin nel 672, è restaurato al rango di imperatore legittimo. Infine, contrariamente all'Honchō Tsugan, viene legittimata la Corte del Sud del periodo Nanboku-chō, e la sua rivale, la Corte du Nord, qualificata come usurpatrice.
Ciononostante tre problemi principali sono identificabili nei lavori di questa scuola. Le descrizioni classiche dei regni degli imperatori Nintoku e Buretsu, i cui resoconti tradizionali erano una ripresa del tema del buon sovrano e del cattivo sovrano posti di fronte alla regola del mandato del Cielo, non sono identificate come fabbricazioni storiche, e sono riprese senza una critica particolareggiata. La copertura della rivolta di Jōkyū del 1221 è anch'essa problematica, in particolare nella maniera in cui è descritto il Clan Hōjō. Infine, la trattazione dell'Età degli dei è il frutto di un compromesso tra la visione politica di Tokugawa Mitsukuni, e il lavoro storico dei ricercatori della scuola di Mito. Benché andando contro all'opinione dei letterati di questa scuola, la genealogia divina dell'imperatore Jinmu sia indicata nel libro. Il periodo mitico chiamato l'Età degli dei è dunque connesso alla storia, ma non occupa che una pagina sulle 3.399 pagine complessive dell'opera.

#### I confuciani di fronte alla questione dell'Età degli dei
Arai Hakuseki fu introdotto al neoconfucianesimo da Kinoshita Jun'an, e lavorò come consigliere del futuro shōgun Tokugawa Ienobu a partire dal 1694. Si fece riconoscere come storico con la pubblicazione del Tokushi Yoron nel 1712, e del Koshitsū nel 1716. Pur iscrivendosi nella tradizione neoconfuciana, che imputava alle azioni terrestri una spiegazione celeste, si distingue per essere il primo storico a rimettere completamente in discussione il carattere sacro dell'Età degli dei. Egli opta per un approccio vicino all'evemerismo, e postula che gli esseri divini di cui si parla nei resoconti antichi siano in realtà umani. Facendo ricorso alla linguistica, propone ad esempio di identificare Takama-ga-hara, la residenza degli dei dello shintoismo, in una pianura situata nella provincia di Hitachi. In scritti successivi al Tokushi Yoron, data al III secolo a.C. l'instaurazione della stirpe imperiale giapponese. Indica, appoggiandosi alla scoperta di campane risalenti a prima di quest'epoca, che il paese era allora già popolato di esseri umani.

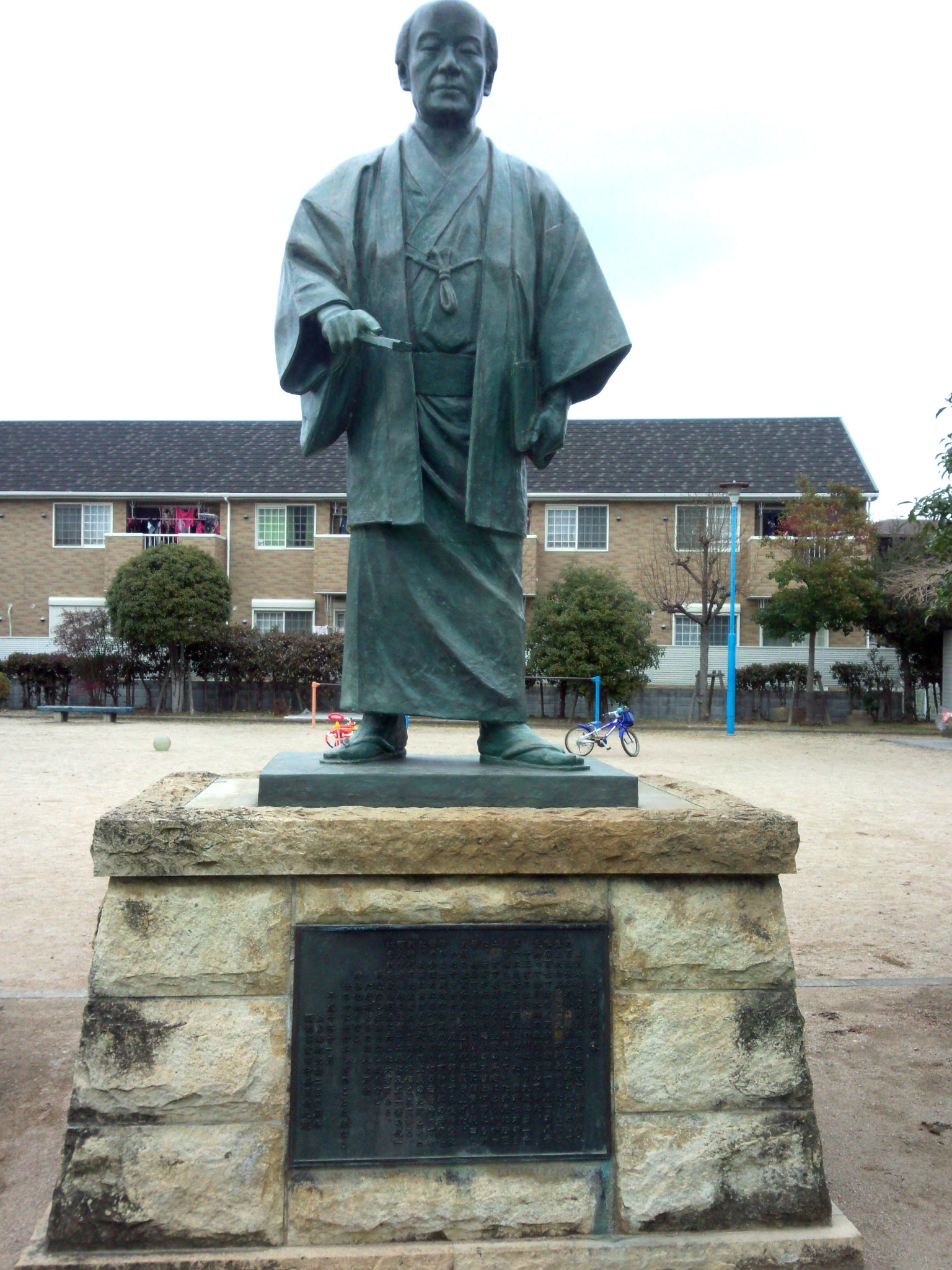
Yamagata Bantō: formatosi nella scienza occidentale (seconda metà del XVIII secolo) mise in dubbio la veridicità dell'Età degli dei.

Yamagata Bantō nacque nel Kaitokudō di Osaka, dove seguì una formazione neoconfuciana abbinata a un'istruzione nella scienza occidentale. Apprese, in particolare, l'astronomia e la geografia. A partire dall'inizio del XIX secolo, mise a frutto le sue conoscenze nella scienza occidentale per fare la critica dei miti nati dall'Età degli dei. Nello Yume no Shiro, attacca la storiografia tradizionale, e respinge in blocco la spiegazione dell'Età degli dei, senza cercare come Arai Hakuseki di trovarle una spiegazione, procedendo a una critica dei resoconti tradizionali identificando le loro incoerenze cronologiche. Yamagata Bantō attacca anche la figura di punta degli studi nativisti, o Kokugaku, Motoori Norinaga, come pure la teoria che vede nel Taibo il vero Jinmu. Benché i suoi lavori abbiano trovato scarsa eco da vivo, influenzarono in seguito quelli di Sōkichi Tsuda.
Il processo di critica dell'Età degli dei mediante un approccio razionalista conobbe una forma di conclusione sotto la penna di Date Chihiro. Egli redasse Taisei Santenkō nel 1848, ma la pubblicazione intervenne solo nel 1873, limitando la influenza sulla storiografia dell'epoca. Benché discepolo del pensatore dei nativisti, Motoori Norinaga, respinge la visione dogmatica della storia per un approccio più razionale. Il suo Taisei Santenō ignora l'Età degli dei, e propone una nuova suddivisione della cronologia storica. Innova utilizzando i resoconti tradizionali per tracciare un ritratto della società giapponese in diverse epoche. Descrive così un'età dei clan che andava dal regno dell'imperatore Jinmu fino al VII secolo, durante il quale dei gruppi detennero un potere regionale, ereditario e indipendente dal potere imperiale. A quest'epoca ne successe un'altra durante la quale il potere reale ritornò alla stirpe imperiale. L'inizio di questa fu segnata dalla decisione dell'imperatrice Suiko di creare dei ranghi nella corte, poi dall'instaurazione della costituzione di 17 articoli da parte del principe Shōtoku nel 604. Questo periodo ebbe fine secondo lui nel 1185, quando Minamoto no Yoritomo impose il bakufu a Kamakura.
La scuola di pensiero neoconfuciana conobbe un periodo di eclissi nel mezzo della seconda metà del XIX secolo quando i sistemi di pensiero occidentali guadagnarono in influenza nel paese. Ciononostante, essa fece il suo ritorno a partire dagli anni 1890 quando fu trovata una forma di complementarità tra i due sistemi.

### Diversificazione della fine dell'era Edo

#### Rinnovamento degli studi nativisti a partire dalla metà del XVIII secolo
Verso la fine del periodo Edo (1603 - 1868), una scuola giapponese, gli studi nativisti o Kokugaku, cercò di emanciparsi dall'influenza dei sistemi di pensiero confuciani e buddhisti per un ritorno alla tradizione shintoista. Rimettendo in discussione le letture precedenti della Storia, e interrogandosi su ciò che è «realmente» giapponese, essa fornì un corpus storico che servì da base alla fondazione dell'ideologia del regime imperiale del periodo Meiji (1868-1912), e anche alle tesi nazionalistiche che fiorirono all'inizio del XX secolo. L'influenza di lavori cinesi neoconfuciani della stessa epoca restava ciononostante sensibile, in particolare sulla cura apportata alla raccolta e alla critica delle fonti.

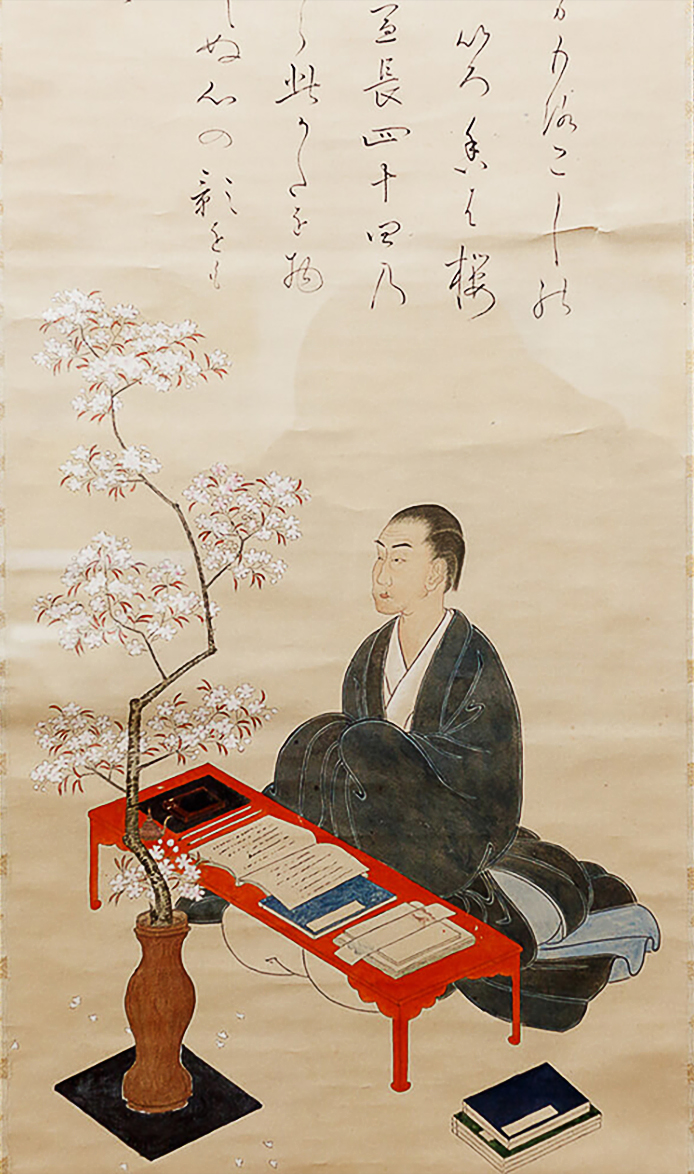
Motoori Norinaga: una delle figure degli studi nativisti o Kokugaku fin dalla fine del XVIII secolo.

Le prime figure del movimento emersero a partire dalla metà del XVII secolo. Il monaco buddhista Keichū concentra il suo lavoro sulla poesia e la filologia giapponese. Fu seguito da filosofi come Kada no Azumamaro e Kamo no Mabuchi. Du un discepolo di quest'ultimo, Motoori Norinaga, che permise ai Kokugaku di rivaleggiare con le scuole di pensiero neoconfuciane. Egli pubblicò nel 1798 un libro di commentari sul Kojiki: il Kojiki Den, nel quale rese accessibile al lettore dell'epoca il libro originale, redatto in un linguaggio che non lo rendeva più intelligibile per i suoi contemporanei. Egli insisteva nei suoi scritti sulla veridicità dell'Età degli dei, e attaccava regolarmente i lavori dei neoconfuciani. Se la prendeva in particolare con le pubblicazioni di Tō Keikan, neoconfuciano e difensore della tesi dell'origine cinese di Jinmu. La sua conoscenza approfondita dei testi gli permetteva di gettare discredito sui suoi contraddittori, e consolidare così la reputazione dei Kokugaku.
Questa scuola di pensiero continuò a guadagnare in influenza all'inizio del XIX secolo. Allorché la presenza di navi occidentali nelle acque nipponiche divenne sempre più frequente, divenne sempre più frequente l'invocazione dei valori ancestrali del paese nel momento in cui la sovranità nazionale sembrava essere minacciata. Aizawa Seishisai, pensatore nazionalista giapponese della scuola di Mito, fece così in Shinron nel 1825 una descrizione dei supposti valori della dea Amaterasu, e di ciò che ella avrebbe trasmesso al popolo giapponese, che legava per la stessa occasione Età degli dei e storia nazionale. Negli anni 1850, i riferimenti alla storiografia tradizionale si erano banalizzati nel discorso politico.

#### Hanawa Hokiichi e la questione degli archivi a partire dalla fine del XVIII secolo
La conservazione dei documenti si sviluppò in Giappone dal Medioevo, potendo questi essere scritti su vari tipi di supporto (carta, legno, sete...). Delle famiglie, come i Reizei, costituirono così, nel corso dei secoli, fondi privati ricchi di varie decine di migliaia di documenti. La questione della raccolta e della conservazione di questi documenti si pose regolarmente durante lo shogunato dei Tokugawa, e diverse iniziative furono lanciate per assicurare la perennità di queste opere. Nel 1793, ad esempio, il monaco buddhista Hanawa Hokiichi ottenne l'appoggio dello shōgun per aprire un istituto di studi giapponesi, che divenne una filiale dello Shōheizaka gakumonjo incaricata di raccogliere e di pubblicare documenti legati alla storia e al diritto giapponesi. Cieco, e dotato di una memoria descritta come impressionante dai suoi contemporanei, egli intraprese il compito e mise in atto una categorizzazione dei documenti in venticinque categorie.
Il frutto di questo lavoro di archiviazione fu in seguito pubblicato in varie tappe. Hanawa Hokiichi elaborò una metodologia in due tempi, mirante prima a descrivere un evento, poi a documentarlo. Il Gunsho Ruijū che riunisce questo lavoro fu pubblicato per la prima volta nel 1819, raccogliendo 1.270 documenti suddivisi in 530 volumi. Una seconda serie fu pubblicata nel 1822 dopo la sua morte, e raggruppa 2.103 documenti in 1.150 volumi. Esso copre così un periodo che va dalle origini del Giappone fino al XVII secolo.

#### Reazioni di fronte all'arrivo della scienza occidentale nei primi anni del XIX secolo
Con l'arrivo degli occidentali a partire dal 1854, le scuole di pensiero del paese si confrontarono con una scienza che le superava in diversi punti. Dopo un periodo di eclissi di diversi decenni, queste scuole rividero gradualmente i loro concetti e metodologie fondamentali assimilando i contributi dell'Occidente.
I neoconfuciani furono messi in difficoltà dal discredito che la scienza gettava sulla loro cosmogonia; il concetto di mandato del Cielo, per esempio, fu messo in dubbio. L'idea di una causalità divina venne abbandonata senza difficoltà dagli studiosi di questa scuola, tanto più che la "nuova scienza" non rimetteva in discussione il resto del loro lavoro, e in particolare i loro metodi di lavoro. Questi sono invece rafforzati dal metodo scientifico recentemente introdotto. Inoltre, un movimento conosciuto come la Scuola delle prove o kōshōgaku, venuto dalla Cina agli inizi del XIX secolo, aveva già cominciato a far abbandonare ai neoconfuciani la loro visione morale della storia, prima ancora che l'influenza europea si manifestasse.
La corrente dei Kokugaku fu, al contrario, indebolita da questo confronto. L'elemento centrale del loro sistema di pensiero, cioè l'autenticità dell'Età degli dei, era in contraddizione con la scienza occidentale. Il credo etnocentrico, che postulava che il Giappone fosse l'unico paese fondato dagli dei, si accordava male bene a quello che gli occidentali facevano scoprire ai giapponesi. A differenza della cosmogonia dei neoconfuciani, la cosmogonia shintoista non poteva essere abbandonata senza rimettere in discussione il fondamento dei Kokugaku. Hirata Atsutane, autoproclamato discepolo di Motoori Norinaga, tuttavia, tentò di trovare delle risposte. Tentò quindi di trovare corrispondenze tra metafisica cristiana e shintoista, ma senza riuscire a convincere i suoi contemporanei. Egli affermava inoltre di avere scoperto iscrizioni risalenti all'Età degli dei, ma questo ritrovamento ebbe poca risonanza, e si rivelò più tardi essere un falso.

#### Una letteratura storica per il grande pubblico
La prima metà del XIX secolo vide divenire popolari opere narrative che prendevano come sfondo la storia del Giappone, ma di qualità ineguale. Fino alla fine del secolo, il limite tra opera accademica e opera popolare era talvolta tenue. Il Nihon Gaishi fu pubblicato nel 1827 da Rai San'yō, e fu un successo editoriale; esso fu allora oggetto di molti commenti e venne anche usato come libro di testo. Prendendosi frequentemente delle libertà con i fatti, il suo autore vi fa scorrere regolarmente delle osservazioni personali. Il tono è chiaramente favorevole all'imperatore, il che rese il libro un punto di riferimento per gli attivisti politici che più tardi nel corso del secolo cercarono per rovesciare lo shōgun. Per questo motivo, il libro fu vietato in diversi domini feudali, fino al periodo Meiji (1868-1912).
Alcuni pubblicisti si fecero un nome scrivendo racconti per il grande pubblico. Fukuzawa Yukichi, Taguchi Ukichi, Tokutomi Sohō e Yamaji Aizan furono tra i più popolari del secolo. Questi racconti storici ispirarono opere teatrali, e dei cantastorie li diffusero tra il pubblico.

## Impero del Giappone

### Influenza limitata dei liberali nella seconda metà del XIX secolo

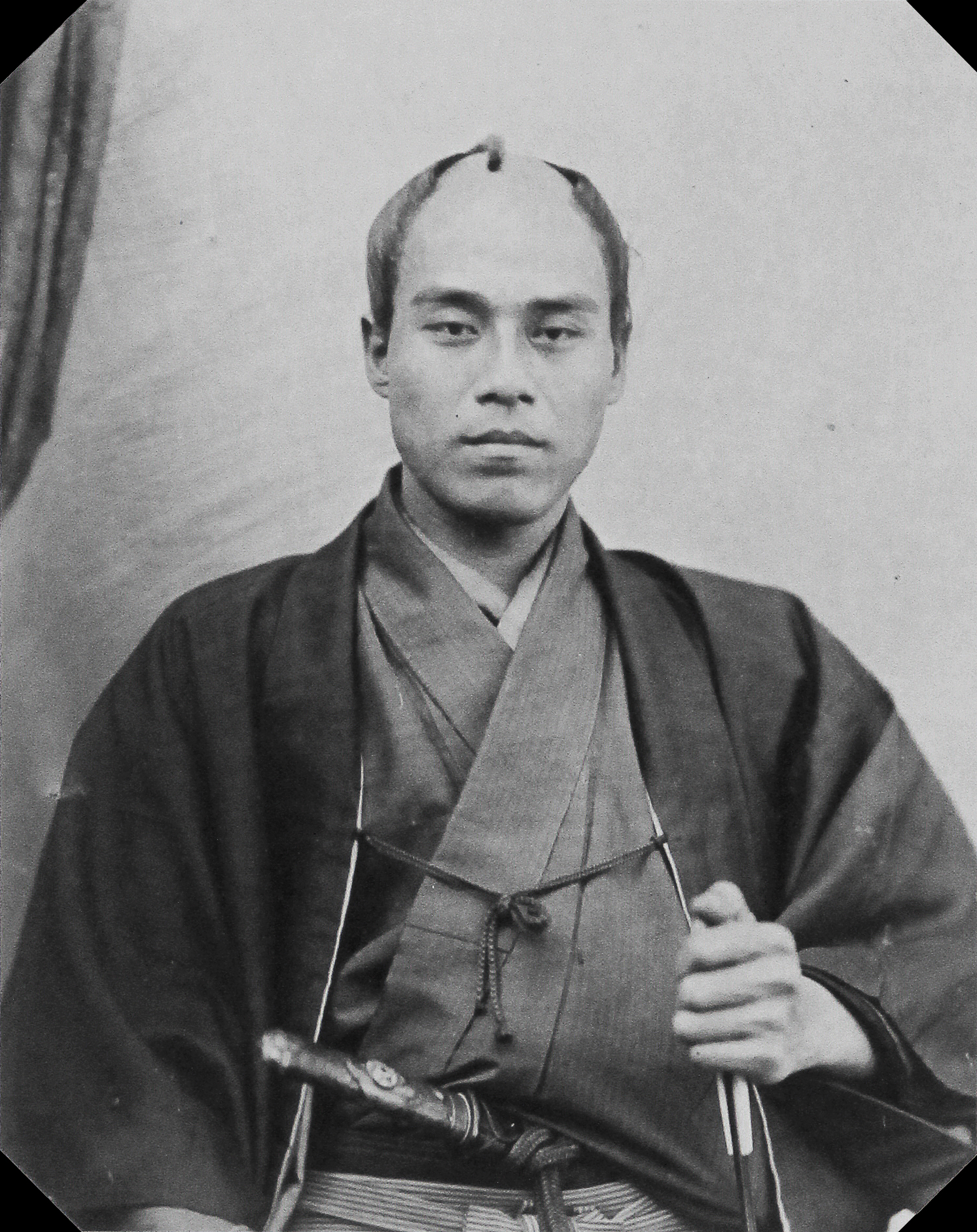
Fukuzawa Yukichi, una delle figure della corrente Bunmei-kaika.

Negli anni 1870 gli scrittori liberali, chiamati anche da alcuni autori «scrittori illuministi» o Bunmei, come Fukuzawa Yukichi o Taguchi Ukichi iniziarono ad acquisire influenza nel paese. Se essi non trattano direttamente della storia, i loro scritti hanno lo scopo di spiegare l'evoluzione di quest'ultima come il passaggio da uno stato di barbarie ad uno stato di civiltà. Le idee dell'Illuminismo influenzarono questo gruppo, che ebbe accesso ad esse grazie alle traduzioni che iniziano ad apparire in Giappone nello stesso decennio, o prima durante il loro soggiorno in Europa.
Fukuzawa Yukichi pubblicò nel 1874 il suo saggio Bunmeiron no Gairyaku in cui cerca di iscrivere la storia del Giappone in un processo di progresso della civiltà. Si ispira ai lavori di storici francesi come Histoire de la civilisation en Europe di François Guizot o inglesi come History of Civilization in England di Henry Thomas Buckle per precisare la sua nozione di civiltà. Tokutomi Sohō, lavorando sulla stessa nozione di civiltà, si ispira a sua volta ai lavori del filosofo inglese Herbert Spencer, proprio come Taguchi Ukichi quando pubblicò Nihon Kaika Shōshi nel 1877. Tuttavia, nessuno di questi due autori scrisse una storia del Giappone che riprende queste idee. Fu solo negli anni 1890 che Miyake Yonekichi e Naka Michiyo pubblicarono i loro lavori.
Alla fine questi pensatori liberali ebbero solo un'influenza molto limitata. Non avendo ai loro inizi nessuno storico di formazione nelle loro file, rimasero essenzialmente fuori dal campo universitario. Oltre a Fukuzawa Yukichi che insegnava nella sua scuola, la futura Università Keiō, nessuno di loro all'epoca aveva accesso alle sfere accademiche. Le loro idee favorevoli alla democrazia aprirono loro, ciononostante, le porte di una casa editrice come la Minyūsha, dove saggisti come Yamaji Aizan, Tokutomi Sohō e Takekoshi Yosaburō fecero conoscere le loro teorie al grande pubblico.

### I primi lavori dell'Istituto storico e i suoi limiti alla fine del XIX secolo
Come i regimi precedenti, il governo Meiji cercò di utilizzare la storia per rinforzare la sua legittimità. A partire dall'aprile 1869, l'imperatore pubblicò un rescritto nel quale indicava la sua intenzione di pubblicare un'opera nello stile delle Sei storie nazionali. A questo scopo, un istituto storico vide la luce lo stesso anno; la maggior parte degli storici che vi lavoravano erano usciti dalla tradizione neoconfuciana e avevano spesso preso parte al rovesciamento del regime precedente essendo attivi politicamente.

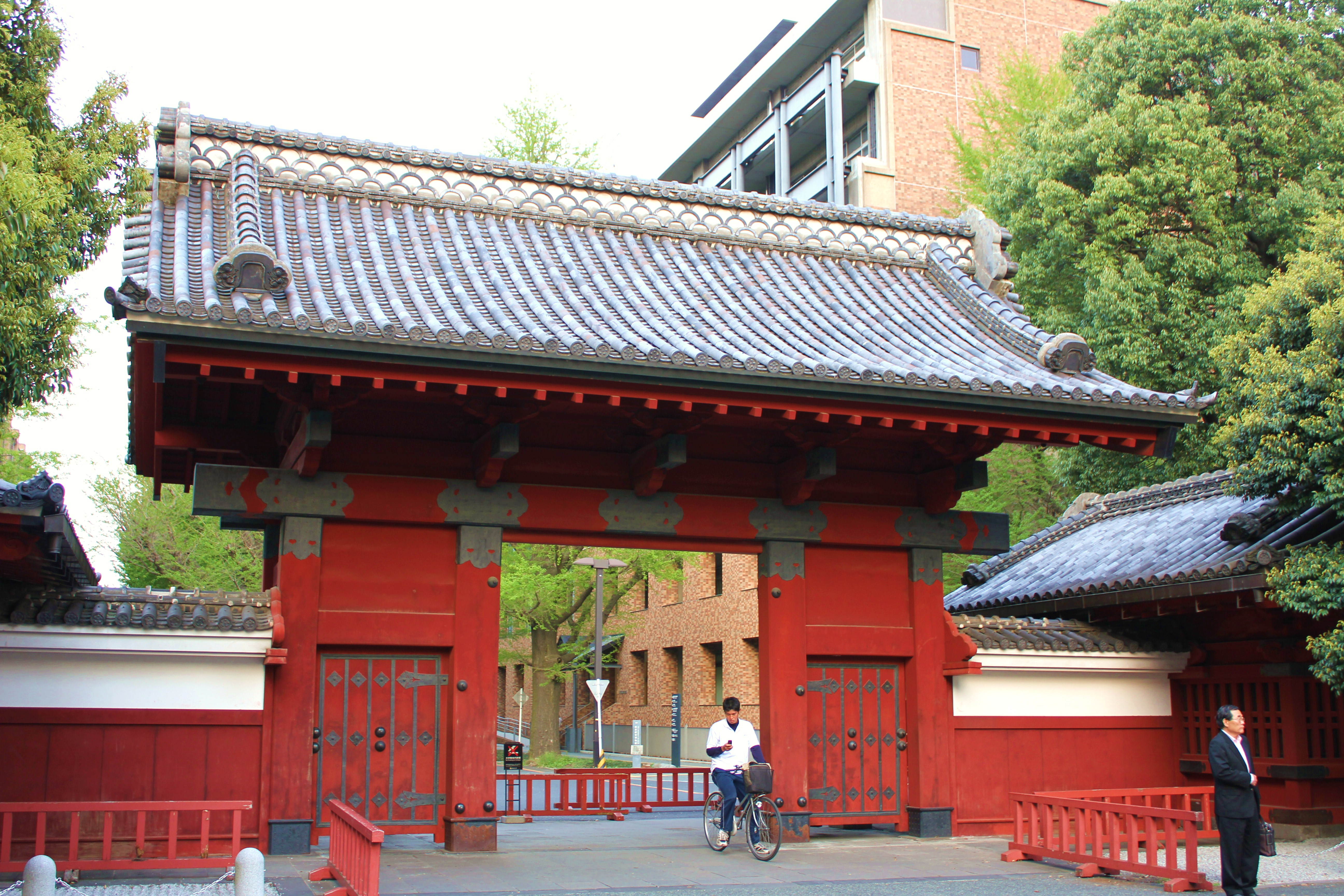
L'istituto storico integrò l'Università di Tokyo nel 1888, all'epoca principale istituzione d'insegnamento superiore del paese.

Durante gli anni 1870 l'istituto storico lavorò poco alla scrittura di una storia nazionale. La maggior parte del lavoro si orientò verso la raccolta di fonti scritte. L'istituto approfittò della partenza di Suematsu Kenchō per l'Europa nel 1878 per affidargli una missione di studio concernente i metodi britannici e francesi di scrittura della storia, ma il suo rapporto non fu messo a profitto dall'istituto al suo ritorno. Il funzionamento della struttura si orientò verso quello di un'agenzia di Stato, che si appoggiava sulle tradizioni storiografiche giapponesi e cinesi.
Il funzionamento dell'istituto evolse quando questo integrò l'Università di Tokyo nel 1888. Gli storici Kume Kunitake, Hoshino Hisashi e Shigeno Yasutsugu lavorarono in seno al dipartimento di storia dell'università, che dirigeva i lavori della struttura. Essi beneficiarono dell'aiuto e dell'influenza significativa di Ludwig Riess che li introdusse alla storiografia tedesca. Quest'ultimo lasciò il Giappone nel 1903, ma gli allievi che aveva contribuito a formare insegnavano già nelle principali università del paese, poi più tardi nello stesso istituto storico.

### Inizi della storia economica sotto l'influenza del marxismo a partire dagli anni 1920
La rapida industrializzazione del Giappone alla fine dell'era Meiji fu all'origine dell'interesse per lo studio dei fenomeni economici, a cominciare dalla loro storia. Influenzati dalla teoria delle fasi dello sviluppo economico della storiografia tedesca, alcuni storici giapponesi tentarono di confrontare la storia economica giapponese con questo modello, e quindi in via comparativa di collocare la storia giapponese in una prospettiva globale. Tokuzo Fukuda dell'Università di Kyoto e Ginzo Uchida dell'Università di Tokyo furono precursori in questo campo. Il primo, che ha studiato in Germania con Karl Bücher e Lujo Brentano, e rimase influenzato dalla scuola tedesca, prestava particolare attenzione a mostrare le somiglianze tra lo sviluppo economico di questi due paesi. Il secondo prevede il primo corso di storia economica nel 1899 presso l'Università di Tokyo.
A partire dalla prima guerra mondiale, questa corrente acquisì importanza. L'espansione degli scambi commerciali con l'estero aprì un nuovo campo di studio e le rivolte contadine più numerose aprirono un aspetto sociale in questi studi (soprattutto dopo la rivoluzione russa del 1917). Un processo di istituzionalizzazione toccò questa disciplina negli anni 1930. La società di storia economica e sociale fu creata nel 1930, la società di ricerca in scienze storiche nel 1932 e il centro di ricerca in storia economica giapponese aprì nel 1933.

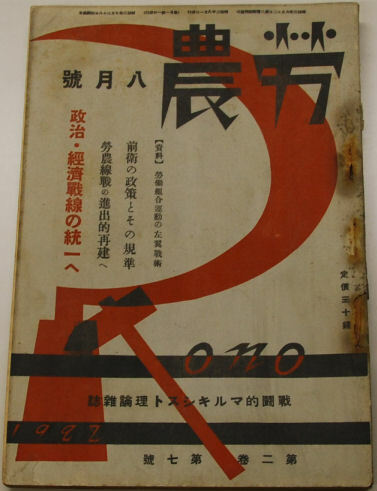
Il gruppo Rōnō pubblicò la rivista omonima a partire dal 1927.

L'introduzione del marxismo alla fine degli anni 1920 fece evolvere l'approccio economico del paese, il contesto della Grande depressione fornendo un terreno favorevole al suo sviluppo. Le idee di Karl Marx e dei suoi continuatori apportarono nuovi strumenti metodologici e aprirono nuove prospettive di analisi delle infrastrutture di produzione del paese. I sostenitori di questo approccio si dividevano sulla lettura della rivoluzione Meiji e sul suo posto nello sviluppo del capitalismo nipponico. Il primo gruppo, detto Kōza, vedeva nel regime Meiji solo un'evoluzione dell'assolutismo, basato su un'economia semifeudale ancora arcaica, laddove il secondo gruppo, detto Rōnō, vi vedeva una rivoluzione borghese e poneva dunque Giappone in una dinamica comparabile a quella che conoscevano altri paesi sviluppati. Uno dei grandi rappresentanti della prima tendenza fu lo storico Moritarō Yamada, che pubblicò nel 1932 un'analisi del capitalismo giapponese che fu una pietra miliare all'epoca. Se il militarismo giapponese che s'impose negli anni 1930 espose questi storici a una repressione importante, certi proseguirono le loro ricerche su periodi meno esposti politicamente come l'Antichità e il Medioevo e posero le basi della ricerca del dopoguerra.

### Ascesa delle tesi nazionaliste
Gli ambienti conservatori e nazionalisti che dominavano la vita politica giapponese fin dagli anni 1880 si opposero in maniera crescente alle altre scuole storiografiche, e strutturarono i loro pensieri.

#### Attacchi politici contro le scuole concorrenti

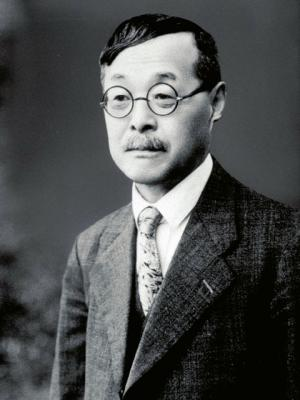
Sōkichi Tsuda: imprigionato nel 1942 in ragione dei suoi scritti storici.

Il lavoro di Kume Kunitake e di Shigeno Yasutsugu ebbe come effetto di purgare la Storia dai miti fondativi del paese, nonché da certe figure eroiche, mentre il regime si appoggiava su quelli per consolidare la sua legittimità. Negli anni 1890 le polemiche si esacerbarono, mentre i contestatori di questi storici guadagnavano in influenza. A Shigeno fu affibbiato il soprannome di «Obliteratore» quando rimise in discussione tutto o parte dell'esistenza di Kusunoki Masashige e di Kojima Takanori, due figure dell'epoca Nanboku-chō conosciute per la loro fedeltà verso la stirpe di imperatori giudicati legittimi dal regime. Kume Kunitake si ritrovò, a sua volta, al centro di una controversia universitaria nel 1892 quando affermò in un giornale che lo shintoismo, la religione di Stato, «è solo una credenza religiosa superata»; dovette dimettersi lo stesso anno dal suo posto all'università.
Lo Stato intervenne direttamente nell'insegnamento della storia, fissando la lettura che doveva esserne fatta. Nel 1891 esso indicò che lo scopo dell'insegnamento della storia nazionale della scuola primaria era di incoraggiare il patriottismo e di spiegare ciò che costituiva la peculiarità del Giappone. Lo Stato intervenne anche nelle controversie tra storici. Nel 1911, in occasione della pubblicazione di un manuale scolastico sull'epoca Nanboku-chō, un rescritto imperiale venne ad opporsi ai lavori universitari e fissò da sé gli elementi di storia ufficiale. Gli storici marxisti divennero peraltro bersaglio dei militari a partire dagli anni 1930: nel 1936 rappresentanti del gruppo Kōza furono imprigionati, e nel 1937-1938, sostenitori del gruppo Rōnō furono messi sotto sorveglianza. Infine, un altro caso scoppiò nel 1942 quando fu imprigionato Sōkichi Tsuda. I suoi lavori che vertevano sull'antico Giappone rimettevano allora in discussione alcuni dei fondamenti storici del regime.
Più in generale, il paese conobbe un'ondata di assassinii politici durante gli anni 1920-30, e la maggior parte degli universitari cercarono di evitare ogni controversia in relazione alla politica, arrivando a una forma di autocensura. Dalla metà degli anni 1920 questo movimento fu sensibile tra gli storici delle università imperiali. Paradossalmente, le principali contestazioni dell'Età degli dei provenivano da professori delle facoltà di diritto, quando questi mettevano in questione le basi del sistema politico giapponese.

#### Strutturazione e divulgazione delle tesi nazionaliste

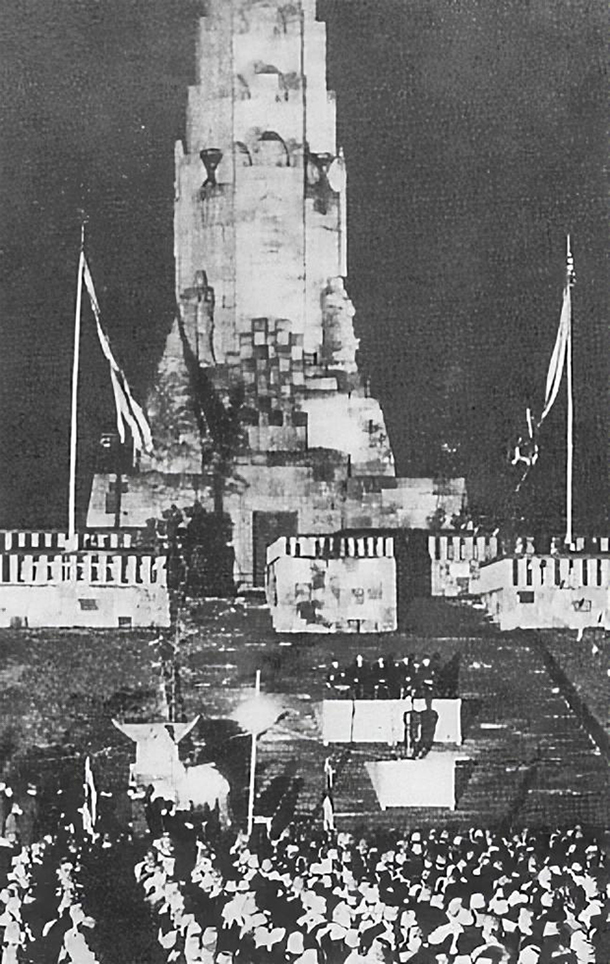
La storia ufficiale del regime, di ispirazione nazionalista, fu onorata nel 1940 quando il regime celebrò il 2.600º anniversario della fondazione mitica delle stirpe imperiale.

Anche alcuni storici nazionalisti strutturarono i loro pensieri. Intorno alla figura di Kiyoshi Hiraizumi, professore di storia all'Università di Tokyo a partire dal 1935, si sviluppò l'idea della visione storica del Giappone imperiale. Questa insiste sull'origine divina del potere imperiale e afferma che una potenza superiore superiore come il Giappone si deve estendere al di là delle sue frontiere. Questa idea servì da base al potere militarista a partire dalla metà degli anni 1930 e fu utilizzata per giustificare l'espansionismo giapponese dell'epoca.
Furono messe in campo alcune strutture per favorire il lavoro e la diffusione di queste tesi. Il Centro di ricerca sulla cultura spirituale giapponese fu creato nel 1932, e una delle sue sezioni si concentrò sulla storia. In questo campo, il lavoro di Nishida Naojirō, uno storico dell'Università di Kyoto convertito alle idee nazionaliste durante l'incidente di Takigawa del 1932, fu notevole. Anche il Ministero dell'istruzione fu utilizzato per diffondere queste idee e, nel 1937, furono distribuite quasi 300 000 copie di Kokutai no Hongi, opera nella quale si afferma l'ascendenza divina dell'imperatore nonché la veridicità dell'Età degli dei. Anche mezzi di informazione di estrema destra come Genri Nippon del polemista Minoda Muneki servirono da veicoli di propagazione delle tesi nazionaliste.
Un evento in particolare diede una grande risonanza alle tesi nazionaliste presso il grande pubblico. La data di accesso al trono di Jinmu in qualità di primo imperatore del Giappone, tradizionalmente fissata al 660 a.C., rendeva l'anno 1940 il 2.600º anniversario della creazione dell'impero giapponese. Quando dieci diverse prefetture rivendicarono il luogo di nascita di questo mitico imperatore, il governo giapponese prese, nel 1935, un'iniziativa per stabilire un luogo unico. Un comitato di universitari composto di storici fu creato nel 1937, con lo scopo di portare il loro appoggio accademico al disegno governativo. Benché il consenso accademico dell'epoca respingesse questo mito, storici di primo piano parteciparono al progetto. Sfruttando lavori che vertevano su antichi resoconti, essi si accordarono infine per designare, come luogo di nascita del fondatore dell'Impero del Giappone, una città sviluppata intorno al santuario di Kashihara, a sud dell'antica capitale imperiale Nara, nella prefettura omonima. Durante le commemorazioni del 1940, gli storici erano ciononostante perlopiù assenti. Le numerose monografie pubblicate all'epoca erano opera di storici dilettanti o di universitari provenienti da altri discipline accademiche poco al corrente dei progressi storiografici.

## La ricerca storica a partire dal dopoguerra

### Rinnovamento nel dopoguerra
Una scuola comparatista, fondata dallo storico Hisao Ōtsuka, dominò il campo della storia economica del Giappone dopo la guerra. Inizialmente influenzata dal gruppo Kōza dell'anteguerra, essa integrò in seguito i lavori dell'economista tedesco Max Weber. I confronti che essa stabilì fecero risaltare delle similitudini con la storia economica del Regno Unito. Ōtsuka si interessò in particolare ai lavori di Henri Sée e di George Unwin sull'industria rurale precapitalista, mentre un'altra figura della scuola, Kohachirō Takahashi, si concentrò sui lavori di Marc Bloch e di Lucien Febvre sulle società agrarie dell'Ancien Régime in Francia. Di conseguenza, furono spinti a confrontare eventi come la rivoluzione francese del 1789 e la restaurazione Meiji del 1868, e i loro rispettivi ruoli nell'evoluzione dell'economia dei loro paesi. I loro studi furono effettuati durante la seconda guerra mondiale, il che pose le basi della ricerca sulla storia economica del dopoguerra.
La liberalizzazione del sistema educativo giapponese che fu effettuata nel corso dell'occupazione del Giappone a partire dal 1945 permise ai ricercatori di condurre le loro ricerche senza i problemi di censura del periodo precedente. La scuola Ōtsuka occupò una posizione centrale nel lavoro delle ricerche storiche, e la storia economica conobbe un periodo di «età dell'oro»: essa fu insegnata nella maggior parte delle facoltà di scienze umane, ma anche nelle facoltà di gestione. Con il rinforzo di storici marxisti del gruppo Kōza una società di storia agraria fu fondata nel 1948, e le sue ricerche si concentrarono durante una decina d'anni sulla transizione tra i modelli feudali e capitalisti nella storia agraria del paese.
Questa scuola divenne il bersaglio di critiche da parte degli storici positivisti, in particolare dopo il 1955. Essi la accusarono di idealizzare i modelli europei e di distorcere certi fatti perché corrispondessero ai modelli. Dal 1946 la società di storia economica e sociale riunì le critiche di questi oppositori e le pubblicò nella sua rivista a partire dal 1948. Peraltro la rapida modernizzazione del paese dopo la guerra veniva a contraddire mediante i fatti certi alcune teorie della scuola Ōtsuka, e anche in seno ad essa apparvero critiche vertenti sulla sua metodologia.
Dagli anni 1960 al 1975, altre due tendenze si affermarono. Le ricerche si orientarono verso il periodo di industrializzazione del paese e la storia dell'impresa si emancipò dalla storia economica.

### Diversificazione dei temi a partire dagli anni 1970
Le metodologie continuarono ad evolversi a partire dagli anni 1970. Il marxismo e il modernismo furono abbandonati da alcuni storici a vantaggio dello strutturalismo. Furono identificati nuovi temi di ricerca, come la Storia delle religioni, del genere o dell'ambiente, in linea con la storia sociale, in particolare sotto l'influenza della Scuola degli Annali. La teoria della modernizzazione, di cui i lavori precursori di Takeo Kuwabara e di Shunpei Ueyama favorirono l'introduzione, fu adottata anche da vari storici giapponesi, inclusi antichi storici marxisti tra i quali Satō Seizaburō.
Anche la storia delle donne conobbe un nuovo dinamismo. I lavori precursori di Takamure Itsue e di Kiyoshi Inoue pubblicati tra il 1948 e il 1948 furono messi in concorrenza con quelli nati in Occidente dalla seconda ondata femminista. Altri storici come Irokawa Daikichi o Yasumaru Yoshio cercarono di uscire dall'opposizione tra correnti di pensiero giudicate esterne al paese e, influenzati dai lavori dell'etnologo Kunio Yanagita, svilupparono una corrente detta di «storia del popolo» (民衆史?, Minshūshi). Quest'ultima si concentrò sulla vita quotidiana della popolazione, e sull'evoluzione dei suoi valori.
I lavori di ricerca cominciarono a vertere sulla prima metà del XX secolo, mentre il lavoro sui periodo Edo e Meiji restava numericamente molto importante. Peraltro, dopo l'inizio degli anni 2000 queste analisi storiche furono riviste. La politica d'isolamento sotto l'epoca Edo fu vista come meno assoluta di quanto prima pensato, e presentata come una dorma di protezionismo osservabile in Cina nella stessa epoca. Anche la storia coloniale del Giappone fu rivisitata, dando a questa maggiore spazio nella storia nazionale, e mostrando in maniera più dettagliata la sua influenza. Infine, fu rivalutato anche il ruolo della dottrina del panasiatismo nella Guerra dei quindici anni.

### Rinascita delle tesi nazionaliste dopo gli anni 1990
Gli anni 1990 videro il ritorno di approcci conservatori che contestavano il modernismo ed esaltavano un ritorno alla cultura tradizionale nazionale. Questi approcci conobbero solo un'eco molto limitata in Giappone dopo il 1945, ma il crollo del marxismo su scala mondiale alla fine degli anni 1980 procurò loro una nuova dinamica. Guidati dallo storico Nobukatsu Fujioka, i sostenitori delle tesi conservatrici sostennero che gli studi disponibili che trattavano dei crimini di guerra giapponesi dell'era Shōwa (1926 - 1989) attentavano alla dignità del Giappone. Essi intendevano produrre un'analisi più «equilibrata» dei fatti. La descrizione del massacro di Nanchino e la questione delle donne di conforto in particolare erano al centro delle loro attenzioni. Sostenuti da media conservatori, nonché da professori della secondaria, pubblicarono un manuale scolastico che presentava la loro visione. Poterono beneficiare anche del lavoro del mangaka nazionalista Yoshinori Kobayashi. Una versione preliminare del loro libro, approvato dal Ministero dell'educazione giapponese nel 2001, provocò una serie di incidenti diplomatici con la Cina e la Corea. Dal 1966, lo storico Saburō Ienaga aveva ingaggiato vari processi contro il Ministero dell'educazione, accusandolo di aver censurato vari fatti storici nei manuali scolastici. Anche i lavori del giornalista Katsuichi Honda a proposito del massacro di Nanchino sono notevoli.

### Lo sviluppo della storiografia anglosassone
I lavori che vertevano sulla preistoria e la protostoria del Giappone cominciarono pochi prima della guerra. Robert Karl Reischauer pubblicò nel 1937 una sintesi delle ricerche giapponesi, completata da alcune pubblicazioni di George Bailey Sansom nel 1958, da John Whitney Hall nel 1966, poi da Jonathan Edward Kidder nel 1983. I periodi seguenti conobbero pochi lavori, mentre il Medioevo giapponese conobbe una maggiore popolarità tra i ricercatori americani, in particolare dopo i lavori di Jeffrey Mass (1974). I lavori universitari sul periodo Edo cominciarono veramente solo con una pubblicazione di Hugh Borton nel 1938, ma questa epoca divenne dopo la guerra una delle più trattate nel mondo accademico, con l'eccezione notevole dello stile delle biografie che restarono poco numerose. Una delle prospettive spesso osservate era l'insistenza sul carattere chiuso del paese prima dell'arrivo degli Occidentali, mentre gli storici giapponesi offrivano una visione più sfumata. La fine dello Shogunato fu poco trattata, i ricercatori concentrandosi sull'inizio dell'epoca seguente che attirava più attenzione. La storia diplomatica del paese, soprattutto nel corso del XX secolo, attirò numerosi autori americani (Robert Butow, Marius Jansen, Francis Hilary Conroy...), particolarmente in ragione dei rapporti conflittuali tra gli Stati Uniti e il Giappone nel corso di questo secolo.
La scrittura di quella che intendeva essere la prima sintesi della storia del Giappone nel mondo anglosassone cominciò negli anni 1970. Il lavoro sulla The Cambridge History of Japan fu coordinato da Marius Jansen e John Whitney Hall e fu pubblicato dal 1988 al 1999. Ciononostante, l'opera fu criticata su certi punti per il suo etnocentrismo. La teoria della modernizzazione occupa un posto abbastanza centrale nell'opera, e le dinamiche sociali e culturali che si svilupparono fuori dai centri di potere sono dimenticate, mentre la storiografia anglosassone si aprì a questi aspetti dopo gli anni 1970.

### Annotazioni
1. ↑  La voce tratta essenzialmente della produzione giapponese che verte sulla storia del paese. Il lavoro degli autori provenienti da altri paesi non ha dato luogo a pubblicazioni che permettano di fare una sintesi di queste.
2. ↑  Per la prima volta nel 710, fu designata una capitale fissa a Nara, la cui organizzazione era copiata sul modello cinese[2].
3. ↑  La "regina dei Wa" citata nelle cronache cinesi era identificata come la regina Himiko.
4. ↑  È evocata anche la condizione degli operai durante i cantieri nella capitale Nara.
5. ↑  Kitabatake Chikafusa ne parla nel suo Jinnō Shōtōki, ma per attaccare la sua credibilità.
6. ↑  I Rikkokushi o ancora l'Honchō Tsugan optano per la forma degli annali, o hennentai.
7. ↑  I neoconfuciani seguivano la nozione di mandato del Cielo: i cattivi dirigenti perdevano i loro appoggi divini in caso di cattiva gestione, il che provocava in Cina cambiamenti dinastici. Il Giappone non aveva conosciuto un cambiamento dinastico, e questa nozione di mandato del Cielo fu dunque scartata dai neoconfuciani giapponesi.
8. ↑  Fukuzawa Yukichi in particolare fece parte della prima ambasciata inviata negli USA nel 1860, poi della prima ambasciata inviata in Europa l'anno seguente.
9. ↑  Il periodo Taishō conobbe tuttavia un intermezzo dal 1919 al 1926, detto della «democrazia Taishō» e segnato da un grande liberalismo.
10. ↑  Il Rescritto imperiale sull'educazione del 1890 e la costituzione firmata lo stesso anno riaffermarono gli orientamenti del regime.[87]
11. ↑  Il lavoro delle scuole marxiste è spesso ignorato, la trattazione della religione cristiana nel paese prende talvolta più spazio dello shinto, del buddhismo e del neoconfucianesimo riuniti...

### Fonti
1. 1 2 3 4 5  Mehl 1998, p. 6.
2. 1 2  Bentley 2015, p. 58.
3. 1 2  Bentley 2015, p. 59.
4. 1 2 3  Bentley 2015, p. 61.
5. 1 2  Bentley 2015, p. 60.
6. ↑  Bentley 2015, p. 62.
7. 1 2  Bentley 2015, p. 64.
8. ↑  Bentley 2015, p. 65.
9. ↑  Bentley 2015, p. 66.
10. ↑  Bentley 2015, p. 67.
11. ↑  Bentley 2015, p. 68.
12. ↑  Bentley 2015, p. 69.
13. 1 2 3  Bentley 2015, p. 70.
14. 1 2 3 4 5  Mehl 1998, p. 7.
15. ↑  Bentley 2015, p. 71.
16. ↑  Bentley 2015, p. 72.
17. 1 2  Bentley 2015, p. 73.
18. ↑  Bentley 2015, p. 74.
19. 1 2  Sato 2015, p. 80.
20. ↑  Sato 2015, p. 81.
21. 1 2  Sato 2015, p. 82.
22. 1 2 3 4  Sato 2015, p. 83.
23. ↑  Sato 2015, p. 84.
24. ↑  Sato 2015, p. 85.
25. ↑  Sato 2015, p. 86.
26. 1 2  Brownlee 1999, p. 15.
27. ↑  Brownlee 1999, p. 16.
28. ↑  Brownlee 1999, p. 19.
29. ↑  Brownlee 1999, p. 20.
30. ↑  Brownlee 1999, p. 21.
31. 1 2  Brownlee 1999, p. 23.
32. 1 2 3  Mehl 1998, p. 8.
33. 1 2  Brownlee 1999, p. 29.
34. 1 2  Sato 2015, p. 89.
35. 1 2  Brownlee 1999, p. 36.
36. ↑  Brownlee 1999, p. 30.
37. ↑  Brownlee 1999, p. 33.
38. 1 2  Brownlee 1999, p. 34.
39. ↑  Brownlee 1999, p. 37.
40. ↑  Brownlee 1999, p. 40.
41. ↑  Brownlee 1999, p. 42.
42. ↑  Brownlee 1999, p. 44.
43. ↑  Brownlee 1999, p. 45.
44. ↑  Brownlee 1999, p. 46.
45. ↑  Brownlee 1999, p. 47.
46. ↑  Brownlee 1999, p. 48.
47. ↑  Brownlee 1999, p. 43.
48. ↑  Brownlee 1999, p. 49.
49. 1 2 3  Jansen 2002, p. 483.
50. ↑  Brownlee 1999, p. 51.
51. ↑  Brownlee 1999, p. 52.
52. ↑  Brownlee 1999, p. 53.
53. 1 2  Brownlee 1999, p. 54.
54. ↑  Brownlee 1999, p. 56.
55. ↑  Brownlee 1999, p. 59.
56. ↑  Brownlee 1999, p. 60.
57. ↑  Mehl 1998, p. 10.
58. ↑  Brownlee 1999, p. 61.
59. ↑  Brownlee 1999, p. 62.
60. ↑  Brownlee 1999, p. 63.
61. ↑  Brownlee 1999, p. 64.
62. 1 2  Brownlee 1999, p. 65.
63. 1 2  Sato 2015, p. 90.
64. 1 2  Mehl 1998, p. 9.
65. 1 2 3  Sato 2015, p. 91.
66. 1 2  Brownlee 1999, p. 66.
67. ↑  Souyri 2010, p. 35.
68. ↑  Brownlee 1999, p. 67.
69. 1 2  Mehl 2000, p. 226.
70. ↑  Sato 2015, p. 96.
71. ↑  (EN) William Theodor De Bary, Sources of East Asian Tradition. The Modern Period, Columbia University Press, 2008,  p. 323, ISBN 978-0-231-14323-3.
72. ↑  Souyri 2010, p. 36.
73. ↑  Brownlee 1999, p. 71.
74. ↑  Brownlee 1999, p. 72.
75. ↑  Schneider e Tanaka 2015, p. 495.
76. ↑  Souyri 2010, p. 42.
77. ↑  Mehl 2000, p. 227.
78. 1 2  Mehl 2000, p. 228.
79. ↑  Mehl 2000, p. 229.
80. ↑  Mehl 2000, p. 230.
81. ↑  Mehl 2000, p. 231.
82. ↑  Mehl 2000, p. 232.
83. ↑  Hirota 2006, p. 166.
84. 1 2  Hirota 2006, p. 167.
85. 1 2 3  Hirota 2006, p. 168.
86. 1 2  Hirota 2006, p. 169.
87. 1 2  Jansen 2002, p. 484.
88. 1 2 3  Mehl 2000, p. 235.
89. ↑  Jansen 2002, p. 485.
90. 1 2 3  Furuya 2002, p. 5.
91. 1 2 3  Furuya 2002, p. 3.
92. ↑  Jansen 2002, p. 486.
93. ↑  Furuya 2002, p. 7.
94. ↑  Brownlee 1999, p. 132.
95. 1 2  Brownlee 1999, p. 133.
96. 1 2  Brownlee 1999, p. 135.
97. 1 2  Brownlee 1999, p. 136.
98. ↑  Brownlee 1999, p. 137.
99. ↑  Brownlee 1999, p. 134.
100. ↑  Brownlee 1999, p. 183.
101. 1 2 3  Brownlee 1999, p. 184.
102. ↑  Brownlee 1999, p. 182.
103. ↑  Brownlee 1999, p. 180.
104. 1 2  Hirota 2006, p. 170.
105. ↑  Hirota 2006, p. 171.
106. 1 2  Hirota 2006, p. 172.
107. ↑  Hirota 2006, p. 174.
108. ↑  Hirota 2006, p. 173.
109. ↑  Hirota 2006, p. 175.
110. 1 2  Hirota 2006, p. 176.
111. ↑  Furuya 2002, p. 12.
112. ↑  Conrad 2015, p. 644.
113. 1 2  Conrad 2015, p. 645.
114. ↑  Hirota 2006, p. 177.
115. ↑  Conrad 2015, p. 654.
116. ↑  Conrad 2015, p. 655.
117. 1 2 3 4 5  Furuya 2002, p. 13.
118. ↑  Furuya 2002, p. 14.
119. 1 2  Conrad 2015, p. 653.
120. ↑  Conrad 2015, p. 650.
121. ↑  Hardacre 1998, p. 43.
122. ↑  Hardacre 1998, p. 45.
123. ↑  Hardacre 1998, p. 56.
124. ↑  Hardacre 1998, p. 85.
125. ↑  Hardacre 1998, p. 86.
126. ↑  Hardacre 1998, p. 87.
127. ↑  Hardacre 1998, p. 131.
128. ↑  Hardacre 1998, p. 144.
129. ↑  Hardacre 1998, pp. 22-23.
130. ↑  (EN) Alan MacFarlane, 'Japan' in an English mirror (PDF), in Modern Asian Studies, vol. 31, n. 4, ottobre 1997,  pp. 763-806. URL consultato il 7 ottobre 2016.

### Storiografia generale
- (FR) Isao Hirota, Grandes tendances de l'historiographie japonaise depuis Meiji, in Histoire, économie et société, vol. 25, n. 2, 2006,  pp. 165-179. URL consultato il 26 luglio 2016.
- (EN) Daisuke Furuya, A Historiography in Modern Japan: the laborious quest for identity, in Scandia, vol. 67, n. 1, gennaio 2002,  p. 17, ISSN 0036-5483 (WC · ACNP). URL consultato il 31 luglio 2016.
- (EN) Margaret Mehl, History and the State in Nineteenth-Century Japan, Palgrave Macmillan, marzo 1998, ISBN 978-0-312-21160-8.
- (EN) Margaret Mehl, German Influence on Historical Scholarship in Meiji Japan (PDF), in Japanese civilization in the modern world, vol. 16, 2000,  pp. 225-246. URL consultato il 31 luglio 2016 (archiviato dall'url originale il 19 agosto 2016).
- (EN) John S. Brownlee, Japanese Historians and the National Myths, 1600-1945: The Age of the Gods and Emperor Jinmu, Vancouver, University of British Columbia Press, agosto 1999, ISBN 978-0-7748-0645-9.
- (EN) John S. Brownlee, Political Thought in Japanese Historical Writing. From Kojiki (712) to Tokushi Yoron (1712), Wilfrid Laurier University Press, 1991, ISBN 978-0-88920-997-8.
- (EN) Nagahara Keiji e Kozo Yamamura, Reflections on Recent Trends in Japanese Historiography, in The Journal of Japanese Studies, vol. 10, n. 1, inverno 1984,  pp. 167-183. URL consultato il 3 agosto 2016.
- (EN) Carol Gluck, The People in History: Recent Trends in Japanese Historiography, in The Journal of Asian Studies, vol. 38, n. 1, novembre 1978,  pp. 25-50. URL consultato il 3 agosto 2016.
- (EN) John R. Bentley, The Birth and Flowering of Japanese Historiography: From Chronicles to Tales to Historical Interpretation, in Sarah Foot e Chase F. Robinson (a cura di), The Oxford History of Historical Writing. Volume 2: 400-1400, Oxford University Press, agosto 2015,  pp. 58-79, ISBN 978-0-19-873799-5.
- (EN) Masayuki Sato, A Social History of Japanese Historical Writing, in José Rabasa, Masayuki Sato, Edoardo Tortarolo e Daniel Woolf (a cura di), The Oxford History of Historical Writing. Volume 3: 1400-1800, Oxford University Press, agosto 2015,  pp. 80-102, ISBN 978-0-19-873800-8.
- (EN) Axel Schneider e Stefan Tanaka, The Transformation of History in China and Japan, in Stuart Macintyre, Juan Maiguashca e Attila Pók (a cura di), The Oxford History of Historical Writing. Volume 4: 1800-1945, Oxford University Press, agosto 2015,  pp. 491-519, ISBN 978-0-19-873798-8.
- (EN) Sebastian Conrad, Japanese Historical Writing, in Axel Schneider e Daniel Woolf (a cura di), The Oxford History of Historical Writing. Volume 5: Historical Writing Since 1945, Oxford University Press, agosto 2015,  pp. 637-658, ISBN 978-0-19-873797-1.
- (FR) Pierre-François Souyri, L’histoire à l’époque Meiji: enjeux de domination, contrôle du passé, résistances, in Ebisu, vol. 44, n. 1, 2010,  pp. 33-47. URL consultato il 16 agosto 2016.
- (FR) Jean-Marc Olivier e Christian Galan, Histoire du & au Japon de 1853 à nos jours, Éditions Privat, 2016,  p. 352, ISBN 978-2-7089-0547-4.

### Storiografia che verte su soggetti specializzati
- (FR) Miho Matsunuma, Historiographie japonaise de la Première Guerre mondiale, in Les Cahiers de Framespa, n. 8, 2011. URL consultato il 26 luglio 2016.
- (FR) Miho Matsunuma, Historiographie japonaise de la guerre de 1931 à 1945: état des recherches jusqu’à nos jours, in Guerres mondiales et conflits contemporains, vol. 1, n. 249, 2013,  pp. 33-48. URL consultato il 26 luglio 2016.
- (FR) Nathalie Kouamé, Japon: le « siècle chrétien ». Son historiographie et ses lieux de mémoire, in Histoire et missions chrétiennes, n. 4, 2007,  pp. 170-182. URL consultato il 26 luglio 2016.
- (EN) Andre Schmid, Colonialism and the `Korea Problem' in the Historiography of Modern Japan: A Review Article, in The Journal of Asian Studies, vol. 59, n. 4, novembre 2000,  pp. 951-976. URL consultato il 3 agosto 2016.
- (EN) Jordan Sand, Subaltern Imperialists: The New Historiography of the Japanese Empire, in Past & Present, vol. 225, n. 1, novembre 2014,  pp. 273-288. URL consultato il 3 agosto 2016.

### Opere generali
- (EN) Marius B. Jansen, The Making of Modern Japan, Belknap Press, ottobre 2002, ISBN 978-0-674-00991-2.
- (EN) Helen Hardacre, The Postwar Development of Japanese Studies in the United States, Brill, ottobre 1998, ISBN 978-90-04-10981-0.